# Otto Last
Otto Last (* 14. April 1906 in Gustow; † 17. April 1990) war ein deutscher Politiker (SED) und stellvertretender Minister für Staatssicherheit der DDR.

## Leben
Nach dem Besuch der Volksschule erlernte er ab 1920 den Beruf des Stellmachers und arbeitete zwischen 1924 und 1927 in Essen, Köln, Dresden und Nürnberg. Anschließend war er bis 1929 in São Paulo als Tischler und Hilfsarbeiter tätig.
Otto Last gehörte seit 1926 dem Kommunistischen Jugendverband an und wurde 1929 Mitglied der KPD. Bis 1933 arbeitete er als Strecken- und Hafenarbeiter in Stettin, anschließend wieder als Stellmacher. 1935 wurde er wegen antifaschistischer Betätigung verhaftet und wegen „Vorbereitung zum Hochverrat“ zu drei Jahren Zuchthaus verurteilt. Danach war er bis 1939 im KZ Sachsenhausen inhaftiert. Nach seiner Entlassung arbeitete er als Möbeltischler. Von Februar 1943 bis zum Ende des Zweiten Weltkriegs war er Soldat im Strafbataillon 999.
Ab August 1945 war er Sekretär der KPD im Landkreis Randow, nach der Zwangsvereinigung von SPD und KPD Sekretär der SED. 1946 wurde er in den Landtag Mecklenburg-Vorpommern gewählt, dem er bis 1950 angehörte. Von 1947 bis 1948 besuchte er die Parteihochschule Karl Marx, anschließend war er bis 1949 Erster Sekretär der SED-Kreisleitung Schönberg.
Im Juli 1949 wurde er von der Volkspolizei eingestellt. Ab Februar 1950 arbeitete er im Ministerium für Staatssicherheit (MfS) als Leiter der Landesverwaltung Mecklenburg. Im September 1951 wurde er stellvertretender Minister für Staatssicherheit und im Mai 1952 zum Generalinspekteur befördert. Im Februar 1953 wurde sein Dienstgrad in Generalmajor umgewandelt. Im Oktober 1957 schied er mit Ernst Wollweber aus dem Ministerium und leitete dann die Objektverwaltung Wismut des MfS. 1960 wurde er zum Oberst degradiert. Danach war er als Offizier im besonderen Einsatz als Kaderleiter im Gaskombinat Schwarze Pumpe. 1966 ging er in den Ruhestand. Last lebte zuletzt als Rentner in Cottbus und war als Mitglied des Bezirks- und des Kreiskomitees der Antifaschistischen Widerstandskämpfer in Cottbus aktiv.

## Auszeichnungen
- 1954 Vaterländischer Verdienstorden in Silber
- 1971 Vaterländischer Verdienstorden in Gold
- 1976 Karl-Marx-Orden